# Renfrew (circonscription du Parlement d'Écosse)
Pour les articles homonymes, voir Renfrew.
Renfrew dans le Renfrewshire était un Burgh royal qui a élu un Commissaire au Parlement d'Écosse et à la Convention des États.
Après les Actes d'Union de 1707, Renfrew, Dumbarton, Glasgow et Rutherglen ont formé le district de Glasgow, envoyant un membre à la Chambre des communes de Grande-Bretagne.

## Liste des commissaires de burgh
Renfrew est représenté aux réunions du 6 avril 1478, 2 avril 1481, 2 décembre 1482, 9 mai 1485, 1 octobre 1487 et 6 octobre 1488, bien que les noms des commissaires soient inconnus.
- 1579: John Spreull
- 1587: John Gilchrist de Sandford
- 1593: John Jackson
- 1612, 1617, 1621: William Somerville
- 1633, 1667: Robert Hall de Fulbar
- 1639–41, 1645–47, 1649: John Spreull
- 1640, 1644, 1661: Andrew Semple
- 1643, 1644: John Somerville
- 1645: James Lauder
- 1665 convention, 1678 convention: John Somerville de Townhead, provost
- 1667 convention, 1681, 1685-86: Robert Hall of Fulbar, provost
- 1669-74: Robert Pollock de Milburne
- 1689 (convention), 1689–95: William Cochrane de Kilmaronock
- 1698: Patrick Houston, provost (mort vers 1699)
- 1700-02: James Campbell de Burnbank et Boquhan
- 1702-07: Colin Campbell de Woodside[1]